# Darkness in the Light
Darkness in the Light är det amerikanska metalcorebandet Unearths femte studioalbum, utgivet i juli 2011 på Metal Blade Records. Skivan släpptes också på vinyl, samt i Japan.
Albumet producerades albumet av Adam Dutkiewicz (Killswitch Engage) tillsammans med bandets gitarrist Ken Susi. Då bandet vid inspelningstillfället inte hade någon fast trummis engagerades Justin Foley från Killswitch Engage som sessiontrummis. Skivan var den sista med basisten John "Slo" Maggard.
Darkness in the Light tog sig upp på 72:a plats på Billboard 200-listan.
En musikvideo spelades in till låten "Watch It Burn".

## Låtlista
1. "Watch It Burn" – 4:06
2. "Ruination of the Lost" – 3:35
3. "Shadows in the Light" – 3:45
4. "Eyes of Black" – 3:53
5. "Last Wish" – 3:06
6. "Arise the War Cry" – 3:55
7. "Equinox" – 2:58
8. "Coming of the Dark" – 3:07
9. "The Fallen" – 3:35
10. "Overcome" – 3:11
11. "Disillusion" – 3:37

## Medverkande
Musiker
- Trevor Phipps – sång
- Buz McGrath – gitarr
- Ken Susi – gitarr, sång
- John "Slo" Maggard – basgitarr, piano, sång

Bidragande musiker
- Justin Foley – trummor
- Ryan Bentey – körsång
- Adam Crouse – körsång
- Karl Lawson – körsång
- Pat Politano – körsång
- Shad Boudreau – körsång
- Adam Stasio – körsång
- Jesse Crandall – körsång

Produktion
- Adam Dutkiewicz – producent, inspelningstekniker
- Ken Susi – producent, inspelningstekniker
- Mark Lewis – mixning
- Alan Douches – mastering
- James Mercer – omslagskonst
- Mike D'Antonio – design, layout
- Dave Stauble – foto